# فيتالي ألكسندروفيتش بارانوف
فيتالي ألكسندروفيتش بارانوف (بالروسية: Баранов, Виталий Александрович)‏ هو لاعب كرة قدم روسي في مركز حراسة المرمى، ولد في 25 يناير 1980 في إيجيفسك في روسيا. لعب مع سيسكا موسكو.